# 田安
田安（？—前206年），秦末軍事人物，原田齐公族，秦末民變時的六國群雄之一，齐王建的孙子。

## 生平
秦二世三年（前207年）十二月，田安攻克济北郡，和齐将田都随项羽入关中，得到了项羽的信任。项羽分封十八诸侯，封田都为齐王（临淄王）、田安为济北王（都城在博阳）、原来的齐王田市改为胶东王，没有封齐国的执政者田荣。田荣不服。
汉元年（前206年）五月，田榮率兵攻打田都，田都奔楚。七月，击杀田安。
王莽稱帝時，追尊田安為濟北愍王，廟號王祖。

## 后裔
新朝的建立者王莽是田安的六世孙。漢朝建立，田安失國，齊地百姓依然稱呼田安之家為「王家」，日久，由田姓改為王姓。